# Pierre de Montferrand
Pierre (II) de Montferrand , né après 1410 et exécuté en juillet 1454, est un seigneur de Landiras, une branche cadette de la Maison de Montferrand. Allié du roi d'Angleterre pendant la dernière phase de la Guerre de Cent Ans et gouverneur de Blaye, les événements le placent à la tête de la résistance contre les Français pendant leur campagne de Guyenne.

## Biographie

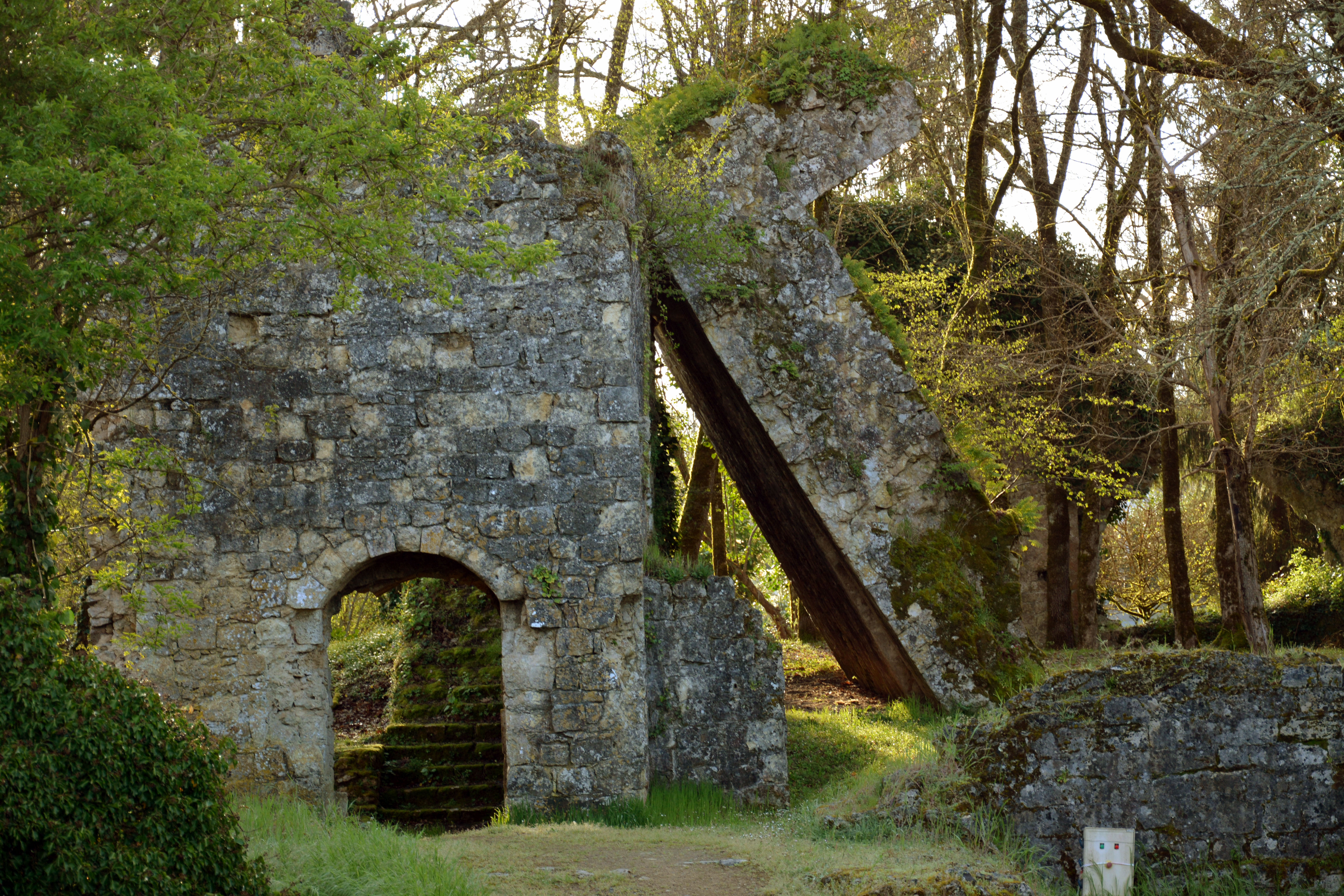
Château de La Trave en 2016

Pierre est le fils de Bertrand III de Montferrand et d'Isabelle de Preissac, dame de Landiras. Il se dit seigneur de Lesparre (baronnie à laquelle il prétend en vertu de droits qu'y possède sa mère, mais qu'Henri VI concède à John Holland et Charles VII aux Albret) et porte les titres de soudan de la Trave (ou de la Trau ; soudan, ou soudich ou sultan est un titre rare et récent en Europe), seigneur de Landiras, Uzeste, Portets, Langoiran, Arbanats, Saint-Michel-de-Rieufret, Guillos et La Tour de Bessan.
Il porte des armes écartelées, aux 1 et 4 de gueules aux quatre pals d'or, à la bordure de sable chargée de douze besants d'argent (qui est de Montferrand) ; aux 2 et 3 d'argent à la croix de gueules chargée de cinq étoiles d'or (qui est de Landiras) ; d'azur au lion d'or lampassé et armé de gueules (qui est de Preissac ou de Lesparre) brochant sur le tout.
Il a épousé Marie de Lancastre, fille naturelle de Jean Plantagenêt de Lancastre, duc de Bedford, oncle du roi Henri VI et régent en France pendant la minorité de celui-ci. Mais le décès prématuré du beau-père prive le couple du douaire promis (500 livres tournois) et le rend dépendant des grâces du roi Henri VI, héritier universel de Lancastre.

### Rôle pendant la Guerre de Cent Ans

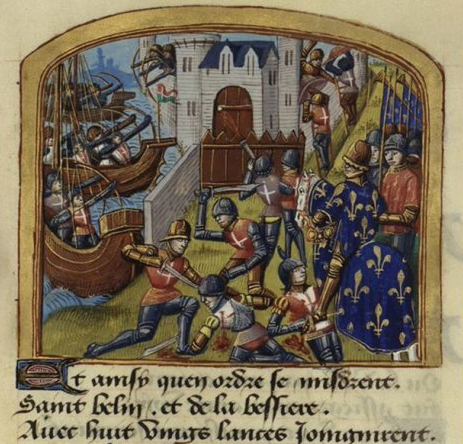
Assaut de Blaye par Dunois in Les Vigiles de Charles VII, Martial d'Auvergne, 1484

En 1451, les armées conduites par Dunois resserrent leur étau autour de Bordeaux. Les corps de Louis de Beauvau, de Jacques de Chabannes (200 lances de six hommes et 2000 archers francs), de Joachim Rouault et de Jean de Laigle lancent l'assaut sur la forteresse de Blaye, dont Pierre de Montferrand est alors gouverneur. Par l'estuaire, les vaisseaux de Jean Boursier en bloquent le port.  Montferrand fait détruire l'abbaye de St-Romain qui constituait une défense, mais le 15 mai Dunois arrive en renfort et investit la ville avec 400 lances garnies et 4 000 francs-archers supplémentaires. L'artillerie de Jean Bureau est mise en place et l'assaut final débute le 21 mai, peu avant le coucher du soleil contrairement aux usages de l'époque, à l'heure où la garde de nuit prend la relève. Les 600 hommes - dont une petite garnison d'Anglais commandée par Gadifer Shorthose - repliés sur l'esplanade du château de Rudel le défendent avec rage, mais capitulent le 24 mai. Les Anglo-gascons y perdent deux cents hommes ; Montferrand et Shorthose sont capturés, mais rapidement libérés contre rançons.  
Le mois suivant, il est un des représentants de la noblesse de Bordeaux qui signent le traité de capitulation de la ville (12 juin 1451) avec les émissaires de Charles VII. Coupée d'éventuels renforts anglais, cernée par les puissantes armées de Dunois, Bordeaux n'a en effet pas d'autre choix que de se rendre.

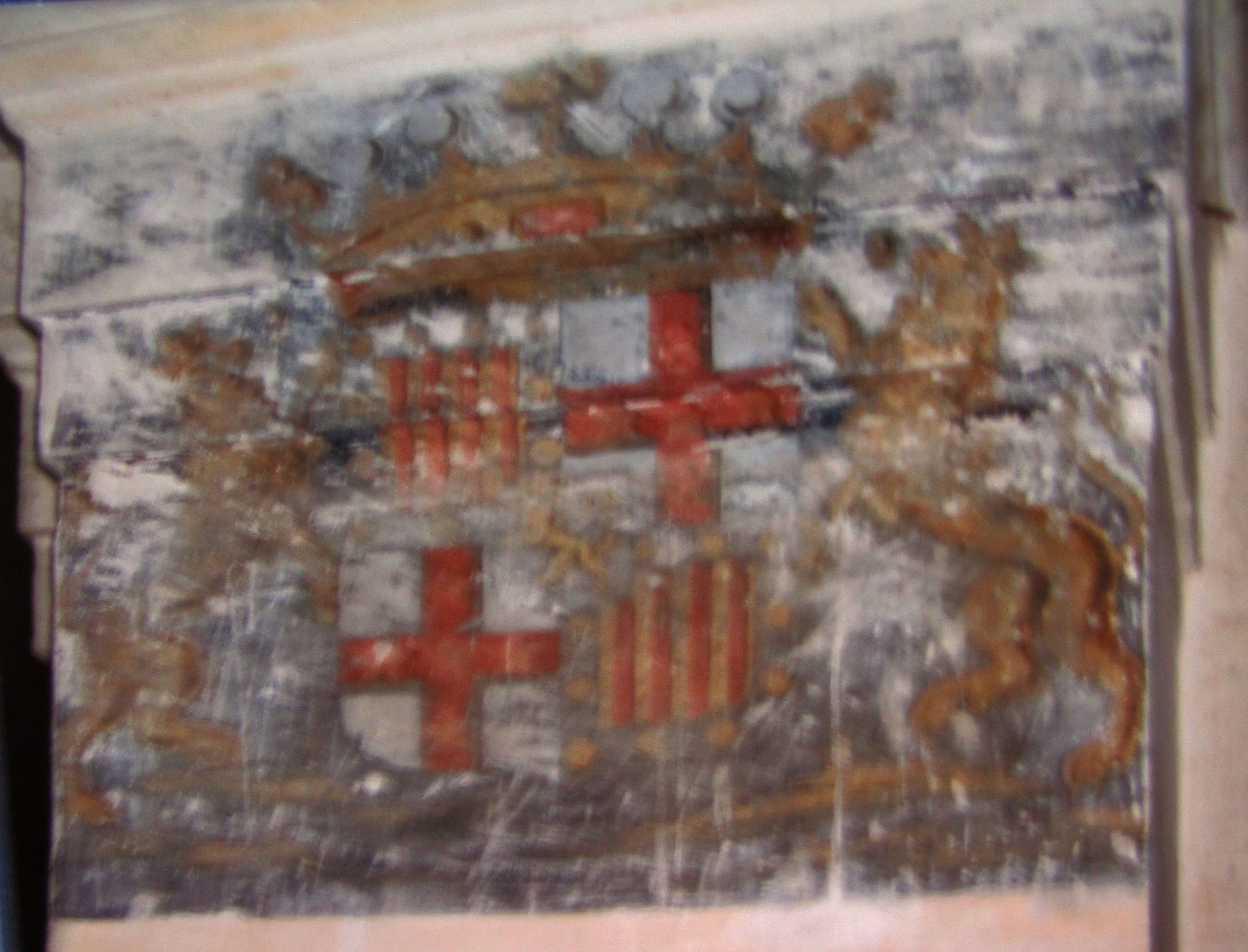
Armoiries Montferrand-Landiras, dans l'église de Saint-Michel de Rieufret (33)

Mais Pierre ne se résout pas à la domination des Français. Il gagne l'Angleterre avec le comte de Candale, et convainc qu'on organise une armée de secours pour la Guyenne, commandée par le vieux John Talbot. Celle-ci débarque près de Soulac le 16 octobre, fond sur Bordeaux où les soldats français sont en faible nombre. La ville lui ouvre ses portes, et pour une courte année redevient anglaise.
Le 17 juillet, Pierre de Montferrand combat aux côtés de Talbot à la bataille de Castillon. Rescapé du désastre, il se replie dans Bordeaux et aide à mettre la ville en état de défense sous les ordres de Roger de Camois, sénéchal d'Angleterre qui commande depuis la mort de Talbot. Mais leurs efforts sont inutiles, et la reddition définitive de la ville est entérinée le 9 octobre.

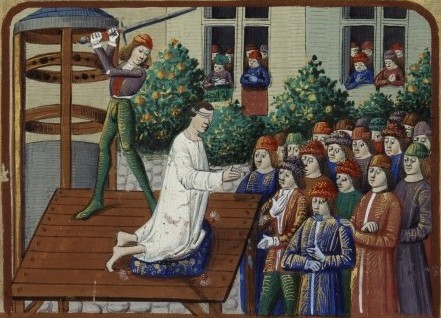
Décapitation du sire de Lesparre in Les Vigiles de Charles VII, Martial d'Auvergne, 1484

Refusant de rendre hommage au roi de France, Montferrand est banni. Son château de La Trave est confisqué et confié à Géraut d'Albret. Il se réfugie à Londres, où, avec d'autres proscrits réduits comme lui à la pauvreté il tente d'organiser une nouvelle expédition pour soulever à nouveau Bordeaux. Pierre de Montferrand prend la tête du groupe, débarque sur les côtes du Médoc et gagne Lesparre. Il y est surpris et arrêté alors qu'il tente d'escalader les murailles du château. Déféré à Poitiers devant une commission spéciale chargée de le juger, il ne nie pas ses actes mais compte sur le sauf-conduit qu'il présente pour en réchapper. Mais les juges le déclarent faux : par lettres patentes de Charles VII du 14 juillet 1454 il est condamné à mort, décapité, son corps est écartelé en six pièces et ses membres sont suspendus au-dessus des portes de Poitiers.
Sa veuve Marie reste en Angleterre, où elle ne survit que d'une maigre pension accordée par Henri VI en 1459. En 1472 Louis XI rend à leur fils François, resté attaché à Charles de France, duc de Guyenne, toutes ses terres et seigneuries.